# Gira Documento único
Es la séptima gira que realizó la banda de hard rock argentino La Renga. Fue hecha para presentar el mini disco Documento único, que es un avance de lo que sería Detonador de sueños. Comenzó el 30 de noviembre de 2002 y terminó el 30 de agosto de 2003. Lo que más se puede destacar de esta gira fue la coronación de La Renga, que tuvo lugar en el estadio de River. La gira siguió por otros puntos del país. Se destaca también su concierto en el estadio de Godoy Cruz, donde fueron teloneados por la banda chilena Weichafe. Luego de terminar la gira, la banda editó en octubre su disco Detonador de sueños.

## Presentación en River y otros conciertos

### 2002
El 30 de noviembre de 2002, la banda logra llenar por primera vez el estadio de River para la primera presentación de algunos temas que se incluirían al año siguiente en Detonador de sueños. En el concierto, la banda contó con Lihuel Iglesias, con quien interpretaron Hielasangre. También contaron con la sección de vientos que se llama Pensé que era una negra. Con ellos interpretaron el tema Reíte. El minidisco se llamó Documento único, y se vendía junto con la entrada al show en Núñez. Finalmente, y para despedir el año, realizan un show en Hangar el 19 de diciembre y en el Teatro Novedades el 20 de diciembre, a modo de muestra del disco Insoportablemente vivo.

### 2003
Comienzan el año 2003 presentándose en el Festival de La Falda, en Córdoba, bajo la gira de Documento único. La banda sigue presentando este minidisco hasta editar en octubre su disco Detonador de sueños.

## Conciertos
| Fecha                   | Ciudad              | País      | Recinto                    |
| ----------------------- | ------------------- | --------- | -------------------------- |
| América del Sur         |                     |           |                            |
| 30 de noviembre de 2002 | Buenos Aires        | Argentina | Estadio River Plate        |
| 19 de diciembre de 2002 | Buenos Aires        | Argentina | Hangar                     |
| 20 de diciembre de 2002 | Santiago de Chile   | Chile     | Teatro Novedades           |
| 11 de enero de 2003     | La Falda            | Argentina | Anfiteatro Municipal       |
| 19 de enero de 2003     | Rawson              | Argentina | Estadio Germinal           |
| 25 de enero de 2003     | Comodoro Rivadavia  | Argentina | Club Ingeniero Huergo      |
| 9 de mayo de 2003       | Santiago del Estero | Argentina | Club Quimsa                |
| 10 de mayo de 2003      | Santiago del Estero | Argentina | Plaza Añoranzas            |
| 14 de mayo de 2003      | Río Cuarto          | Argentina | Asociación Banda Norte     |
| 16 de mayo de 2003      | Godoy Cruz          | Argentina | Estadio Feliciano Gambarte |
| 29 de mayo de 2003      | Buenos Aires        | Argentina | Hangar                     |
| 31 de mayo de 2003      | Santa Fe            | Argentina | Estadio 15 de Abril        |
| 30 de agosto de 2003    | Santiago de Chile   | Chile     | Estadio Víctor Jara        |

## Formación
- Gustavo "Chizzo" Nápoli - Voz y guitarra eléctrica (1988-Presente)
- Gabriel "Tete" Iglesias - Bajo (1988-presente)
- Jorge "Tanque" Iglesias - Batería (1988-presente)
- Manuel "Manu" Varela - Saxo y armónica (1994-presente)
- Gabriel "Chiflo" Sánchez - Saxo (1989-2008)

### Músicos invitados
- Lihuel Iglesias - Guitarra en el concierto en River
- Leopoldo Janín - Saxofón en el concierto en River
- Juan Cruz Rosales - Saxofón en el concierto en River
- Alejandro Sokol - Voz en el concierto en River